# Cuando tejen las arañas
Cuando tejen las arañas es una película de drama mexicana estrenada en 1979 (filmada en 1977), dirigida por Roberto Gavaldón sobre la base de un guion de Francisco del Villar y Vicente Leñero y protagonizada por Alma Muriel, Carlos Piñar,  Jaime Moreno Gálvez,  Raquel Olmedo y Angélica Chain.

## Argumento
Laura es una bella joven de clase alta quien regresa a Ciudad de México tras haber culminado sus estudios en Ginebra, pero su vuelta al hogar termina siendo una de las peores decepciones de su vida ya que además de enterarse de que Julia, su madre, mantiene desde mucho antes de quedar viuda un romance con Daniel (un interesado apoderado taurino más joven que ella), aquella le revela el inconfesable secreto acerca de su padre de mantener relaciones con sus alumnos, lo que termina por destruir la relación que tenía Laura con él.
Laura trata de superar este trauma cuando, en una fiesta, conoce a Alex, un famoso fotógrafo quien le ofrece un trabajo como modelo, a lo que ella acepta y poco a poco se enamora de él hasta que terminan siendo amantes, pero la relación está condenada al fracaso debido a que Alex, además de que hace algunos años fue amante de Julia, sólo está con Laura por sexo por lo que cuando ella le informa que está embarazada, el fotógrafo la rechaza y ella, por despecho, termina abortando el hijo que esperaba para luego casarse con Sergio, un acaudalado arquitecto que fue novio suyo hace ya algunos años, y que aún sigue enamorado de ella.
En un principio el matrimonio vive una buena etapa pero, poco a poco, Sergio termina descuidándolo por culpa de su adicción al trabajo, por lo que Laura vuelve a entablar una relación amorosa con Alex hasta que su esposo descubre el engaño y la pareja termina divorciándose. Pero lo peor está a punto de llegar ya que, luego de una desenfrenada noche de alcohol, drogas y sexo en una fiesta en casa de Alex, Laura se despierta aterrorizada al darse cuenta de que se ha acostado con hombres y mujeres para, acto seguido, disparar contra su amante mientras éste dormía.
Sin embargo Alex logra sobrevivir y Laura es juzgada y condenada a ser recluida en un sanatorio mental hasta que, tiempo después y ya totalmente recuperada, termina viviendo con Claudia, una amiga suya quien es bisexual y que siempre estuvo enamorada de aquella, finalizando así la película.

## Reparto
- Alma Muriel ... Laura
- Carlos Piñar ... Sergio
- Raquel Olmedo ... Julia
- Jaime Moreno Gálvez... Alex
- Alfredo Leal ... Daniel
- Angélica Chain ... Claudia
- Gustavo Rojo ... Padre de Laura
- Argentina Morales ... Manuela
- Adriana Page ... Lorena
- Armando Sáenz ... Doctor
- Marcelo Villamil ... Abogado
- Terry Holiday
- Antonio Escobar
- Moris Grey
- José Legarreta

## Producción
La película fue filmada en Ciudad de México y Manzanillo, Colima en 1977, y se estrenó el 22 de marzo de 1979.
Originalmente esta cinta iba a ser dirigida por Francisco del Villar quien, como nota curiosa, tenía la costumbre de incluir nombres de animales en los títulos de sus películas como: Los cuervos están de luto (1965), Las pirañas aman en cuaresma (1969), La primavera de los escorpiones (1971), El festín de la loba (1972), El monasterio de los buitres (1973), Los perros de Dios (1974) y El llanto de la tortuga (1974).
Esta cinta terminó siendo la última que dirigiría Roberto Gavaldón ya que prefirió retirarse del mundo del espectáculo al no estar de acuerdo, por un lado, con el rumbo que estaba tomando el cine mexicano tras el apogeo del llamado cine de ficheras y, por otra parte, la política adoptada por Margarita López Portillo (quien estaba al frente de la Dirección General de Radio, Televisión y Cinematografía en aquella época) de favorecer ese tipo de producciones. Sin embargo, en 1981, Gavaldón realizó un guion para una película sobre la heroína de la Revolución Mexicana, Carmen Serdán, la cual nunca llegó a ser filmada.
El vestuario que utilizaron Alma Muriel y Raquel Olmedo para esta película fue diseñado por el famoso pintor y diseñador de modas mexicano Tao Izzo.
Esta cinta es considerada actualmente como uno de los primeros trabajos que realizaría el actor español Carlos Piñar en México tras la reanudación de relaciones diplomáticas plenas entre ambos países (el 28 de marzo de 1977) luego que, dieciocho meses antes, el expresidente Luis Echeverría suspendiera las relaciones de facto existentes desde 1939, en protesta por la ejecución de cinco prisioneros antifranquistas. Debido a este impasse diplomático Piñar también se vio obligado, además de abandonar el país, a dejar abruptamente la filmación de la telenovela Barata de primavera (1975), producida por Televisa, de la cual formaba parte de su elenco.
Esta película significó la primera película protagónica de Alma Muriel.
El título de la película hace alusión a una escena en donde Alex y Claudia, al comentar el matrimonio relámpago de Laura con Sergio, aquel le dice en cierto momento a Claudia: «Eres como una araña: sin prisa para tejer tu red.» A lo que ella responde: «Con las redes se salvan náufragos.» Interpretándose como una metáfora acerca de la paciencia y la perseverancia, así como también la capacidad de algunas personas de engañarnos o hacernos daño (debido a las técnicas de caza de las arañas basadas en tejer redes y esperar a que caiga alguna presa, así como la maldad por su veneno y la muerte lenta que éste causa) ya que, al final, vemos que Alex es castigado por su desprecio hacia Laura, Claudia termina quedándose con el amor de su vida, Sergio termina siendo engañado por Laura y ésta se convierte en todo lo que ella misma aborrecía en un principio. La última escena de la película muestra a Claudia recibiendo en su casa a Laura, mientras aparece el dibujo de una telaraña para luego terminar con un primer plano de Laura, totalmente envuelta en dicha telaraña, mientras aparecen los créditos finales de la cinta.
Debido a su temática esta cinta estuvo prohibida en Chile durante casi 23 años (1980-2003).
Esta película es una de las pocas de la actriz mexicana Angélica Chain que no pertenece al llamado género del cine de ficheras, por el cual se hizo famosa durante las décadas de 1970 y 1980.

## Premios
La película ganó el premio de Mejor Ambientación (para Héctor González Morales) en la XVII Entrega de la Diosa de Plata (1980).